# Franco Niell
Franco Niell est un footballeur argentin, né le 22 mai 1983 à Trelew dans la province de Chubut.